# Estlands riksvapen
Estlands riksvapen går tillbaka till medeltiden, närmare bestämt till den tid då landet styrdes av Danmark. Detta är förklaringen till sköldens likhet med det danska riksvapnet. Medan det danska vapnet innehåller vad som inom heraldiken kallas leopardiserade lejon innehåller Estlands vapen dock heraldiska leoparder.
Det estniska statsvapnet har stora likheter med huvudstaden Tallinns stora vapen, men i stadens vapen är leoparderna krönta.
Republiken Estlands vapen (estniska: Eesti riigivapp) är en gyllene sköld som inkluderar en bild av tre vänstervända blå lejon med röda tungor i mitten, med gyllene ekgrenar placerade på båda sidor av skölden. Vapnet härrörde från 1200-talets kungliga vapen i Danmark, som Hertigdömet Estland (1219–1346) som var en del av Danmark på den tiden.

## Beskrivning
Vapenskölden föreställer en gyllene heraldisk sköld, som har tre smala blå lejon passant gardant med röda tungor i mitten och gyllene ekgrenar längs båda sidor av skölden. Det mindre vapnet saknar dessa ekgrenar. De tre lejonen på nationalsymbolen för Estland kommer från ett vapen för kung Valdemar II av Danmark som erövrade norra Estland 1219.
År 1346 sålde kungen av Danmark sitt estniska herradöme till den tyska ordensstaten. De tre lejonen förblev dock det centrala elementet i Tallinns större vapen. Under senare århundraden överfördes motivet av de tre lejonen till hertigdömet Estlands vapen, det estniska riddardömet, Estlands guvernement och införlivades i det ryska imperiets större vapen. Riigikogu (parlamentet) i den nyligen självständiga republiken Estland antog lagen som bekräftade den som nationellt vapen den 19 juni 1925.
Under andra världskriget, efter den sovjetiska invasionen och ockupationen av Estland i juni 1940, förbjöds uppvisningen av vapenskölden, liksom alla andra nationella symboler för Estland, av den nya stalinistiska regimen. Symbolerna ersattes med sovjetinspirerade emblem. De sovjetiska myndigheterna förföljde alla som använde Estlands vapen eller nationalfärger. Efter andra världskriget förblev vapnet i bruk i västblockets länder av ett antal överlevande diplomatiska representanter för Republiken Estland, av den estniska exilregeringen och av den stora estniska diasporan.
Vapnet tillsammans med andra nationella symboler återupptogs den 7 augusti 1990, detta markerade en av höjdpunkterna i kampen för återupprättandet av den självständiga estniska staten som så småningom uppnåddes den 20 augusti 1991. Riigikogu (parlamentet) i den nyligen självständiga republiken Estland antog lagen som bekräftade den som nationellt vapen den 19 juni 1925.
Under andra världskriget, efter den sovjetiska invasionen och ockupationen av Estland i juni 1940, förbjöds uppvisningen av vapenskölden, liksom alla andra nationella symboler för Estland, av den nya stalinistiska regimen. Symbolerna ersattes med sovjetinspirerade emblem. De sovjetiska myndigheterna förföljde alla som använde Estlands vapen eller nationalfärger. Efter andra världskriget förblev vapnet i bruk i västblockets länder av ett antal överlevande diplomatiska representanter för Republiken Estland, av den estniska exilregeringen och av den stora estniska diasporan.

## Gallery

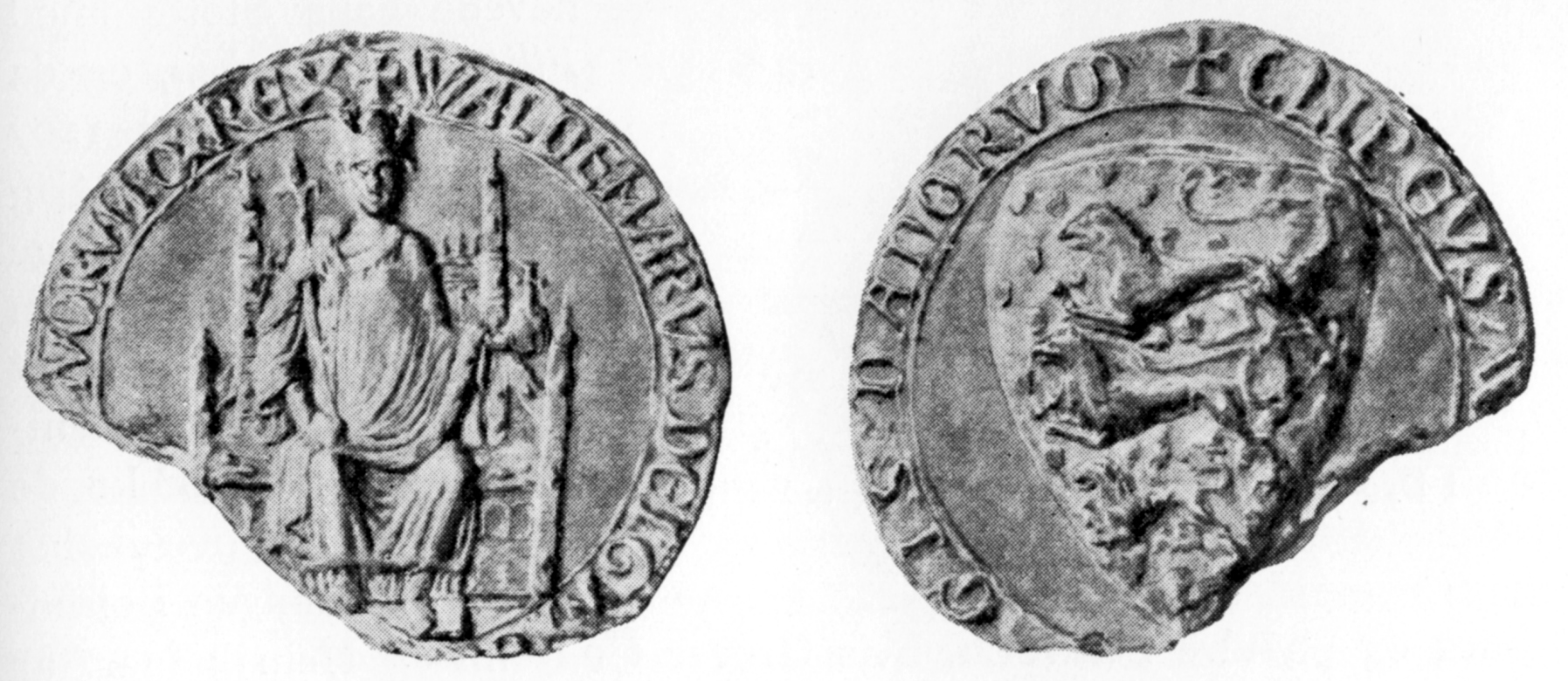
Sigill för den danske kungen Valdemar II, 1219.
Tallinns sigill (tidigare för den  hanseatiska staden Reval), 1340.
Tallinns flagga, sedan 1200-talet baserad på de tre blå lejonen på det heraldiska vapnet.
Större heraldiskt vapen för huvudstaden Tallinn.
Heraldiskt vapen för Storhertigdömet Estland, 1561–1721
Heraldiskt vapen för Guvernementet Estland, 1721–1918.
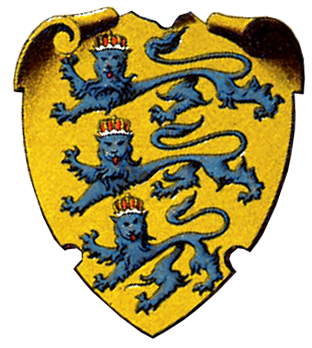
Heraldiskt vapen för Estlands riddarhus som det dokumenterats i Baltisches Wappenbuch
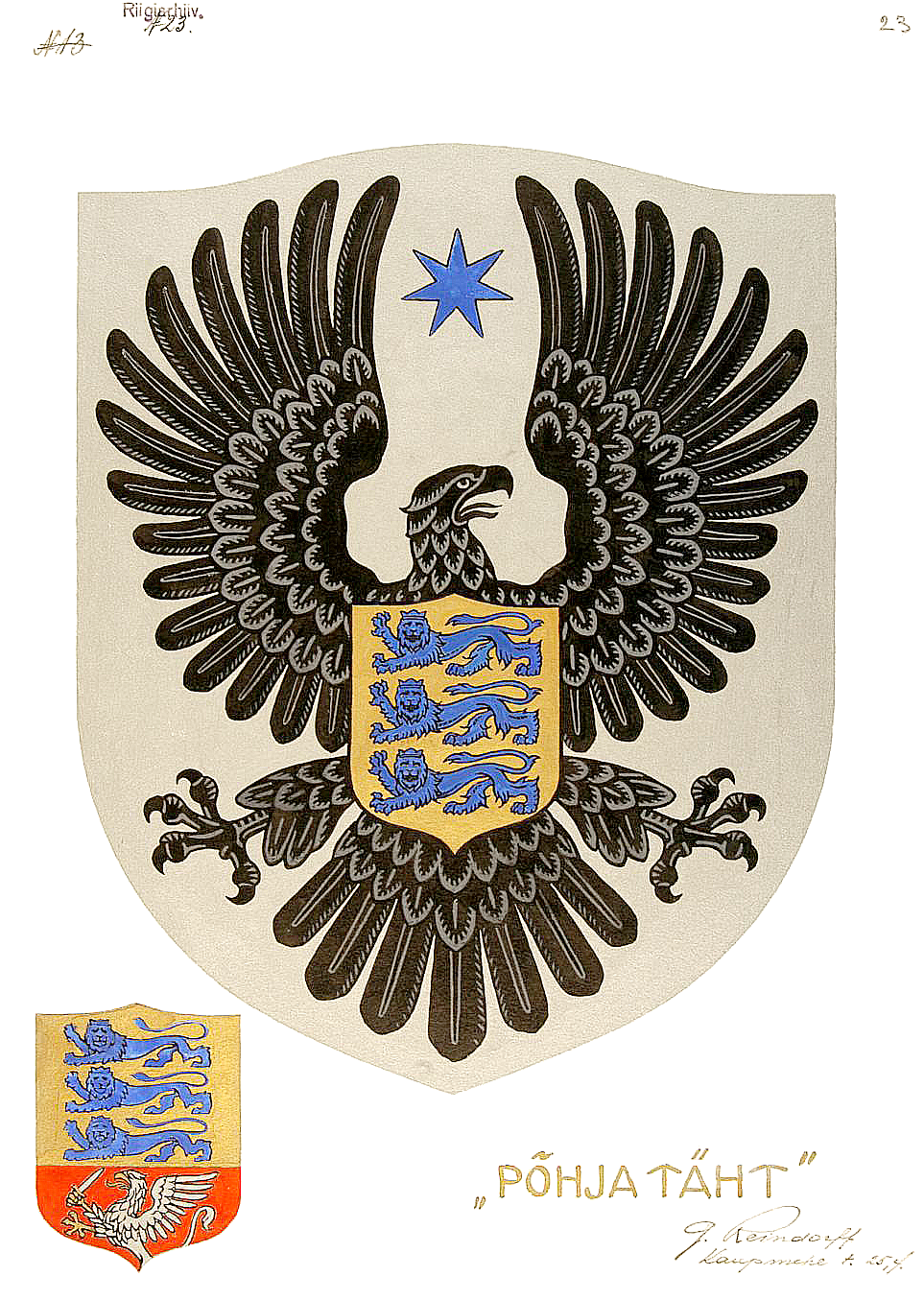
Förslag till ett alternativt heraldiskt vapen, 1922 (lämnat av Günther Reindorff).
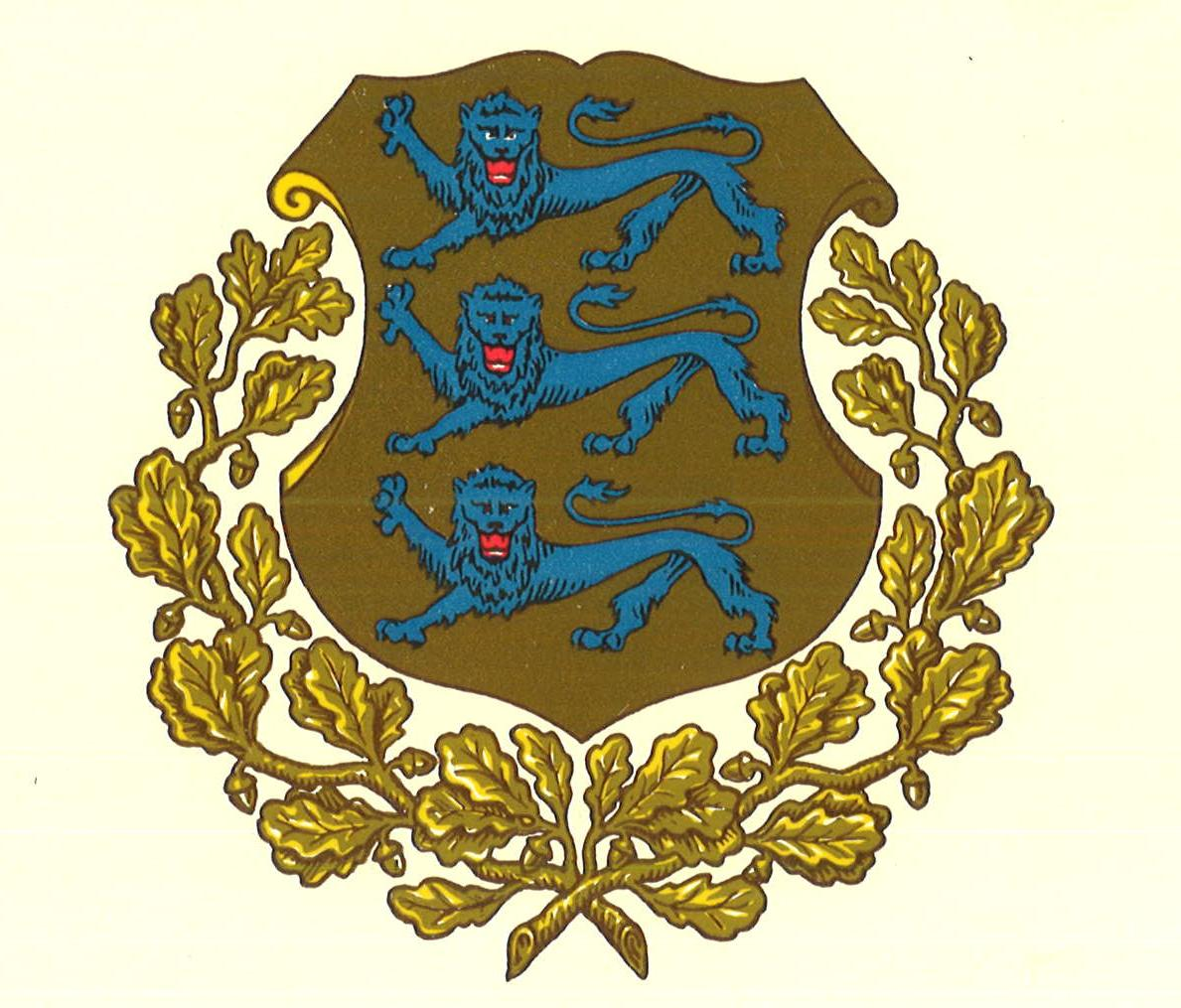
Den första (1925) versionen det nationella heraldiska vapnet.
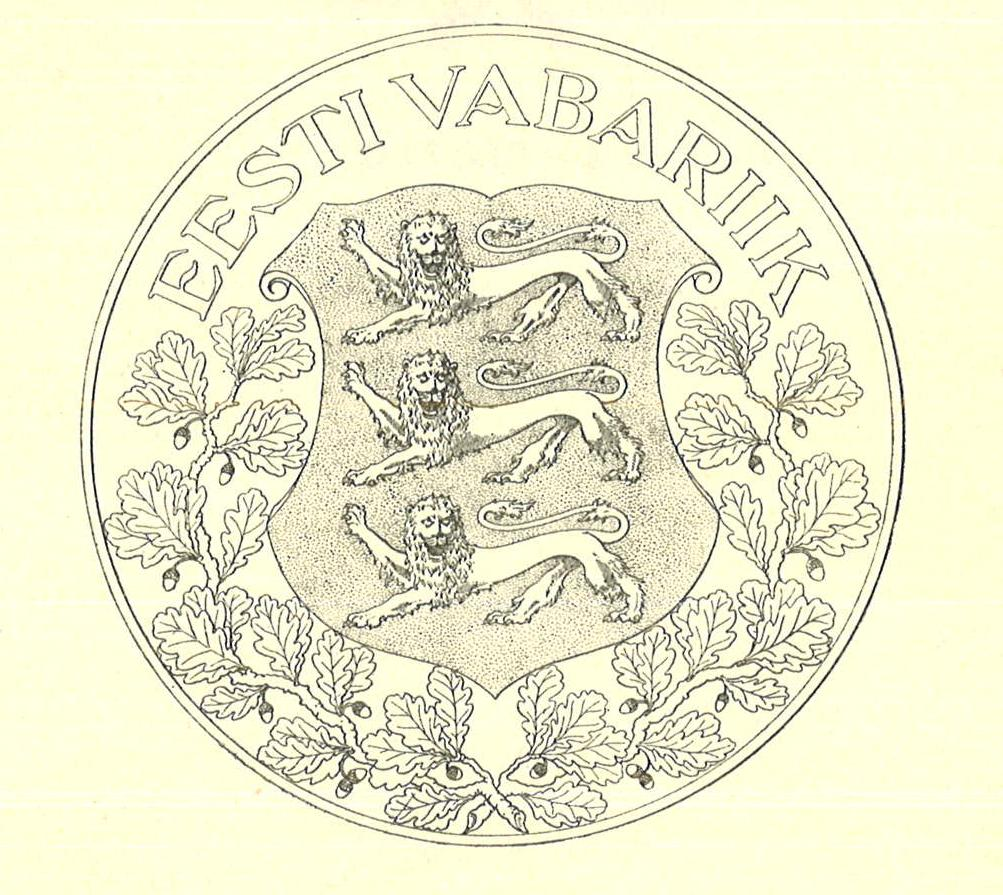
Den version statssigill som användes 1925–1993.
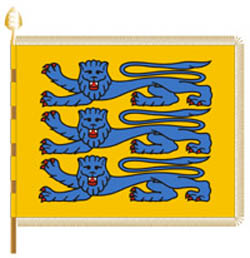
Flagga för Estlands försvarsmakt.
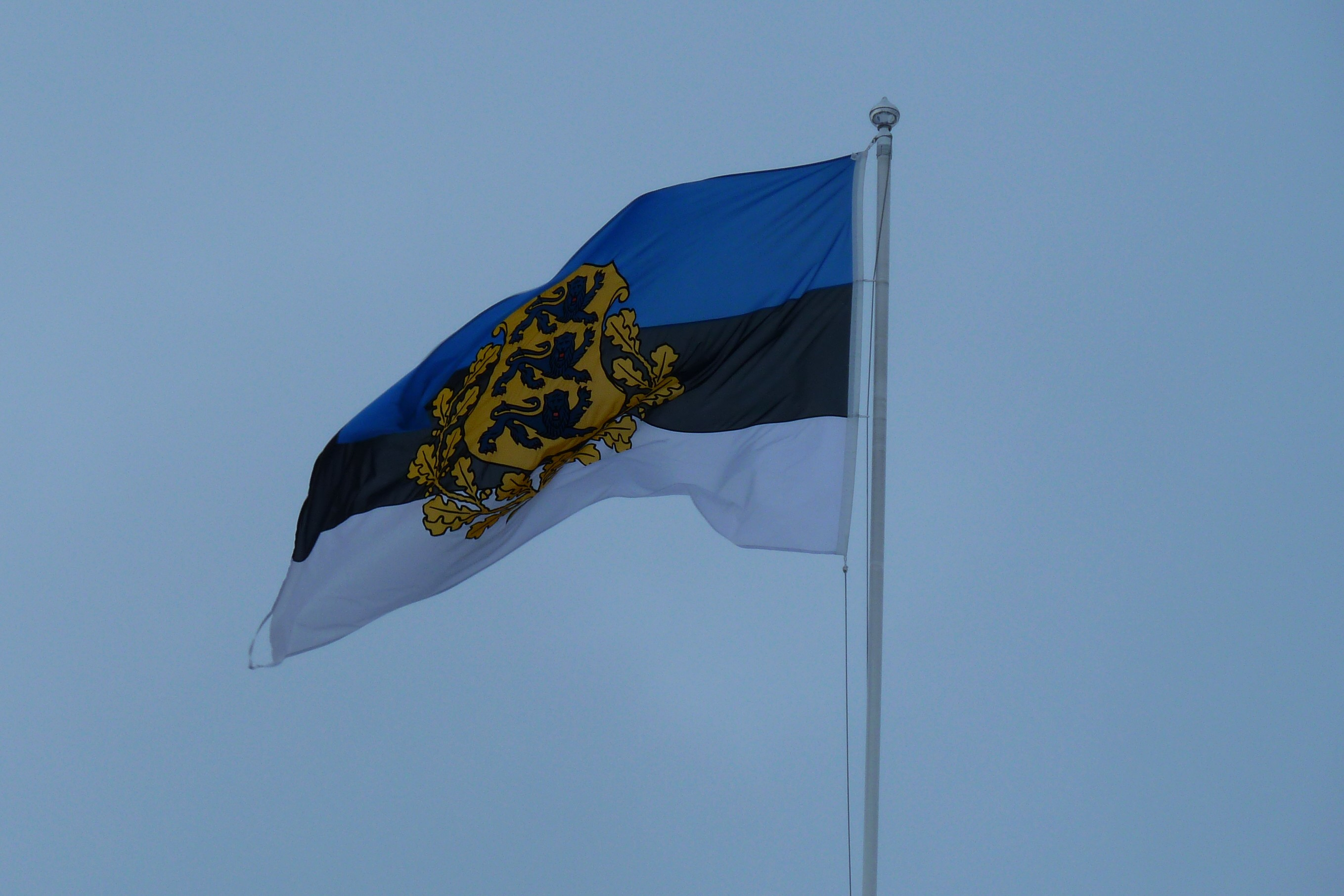
Estlands presidentstandar.
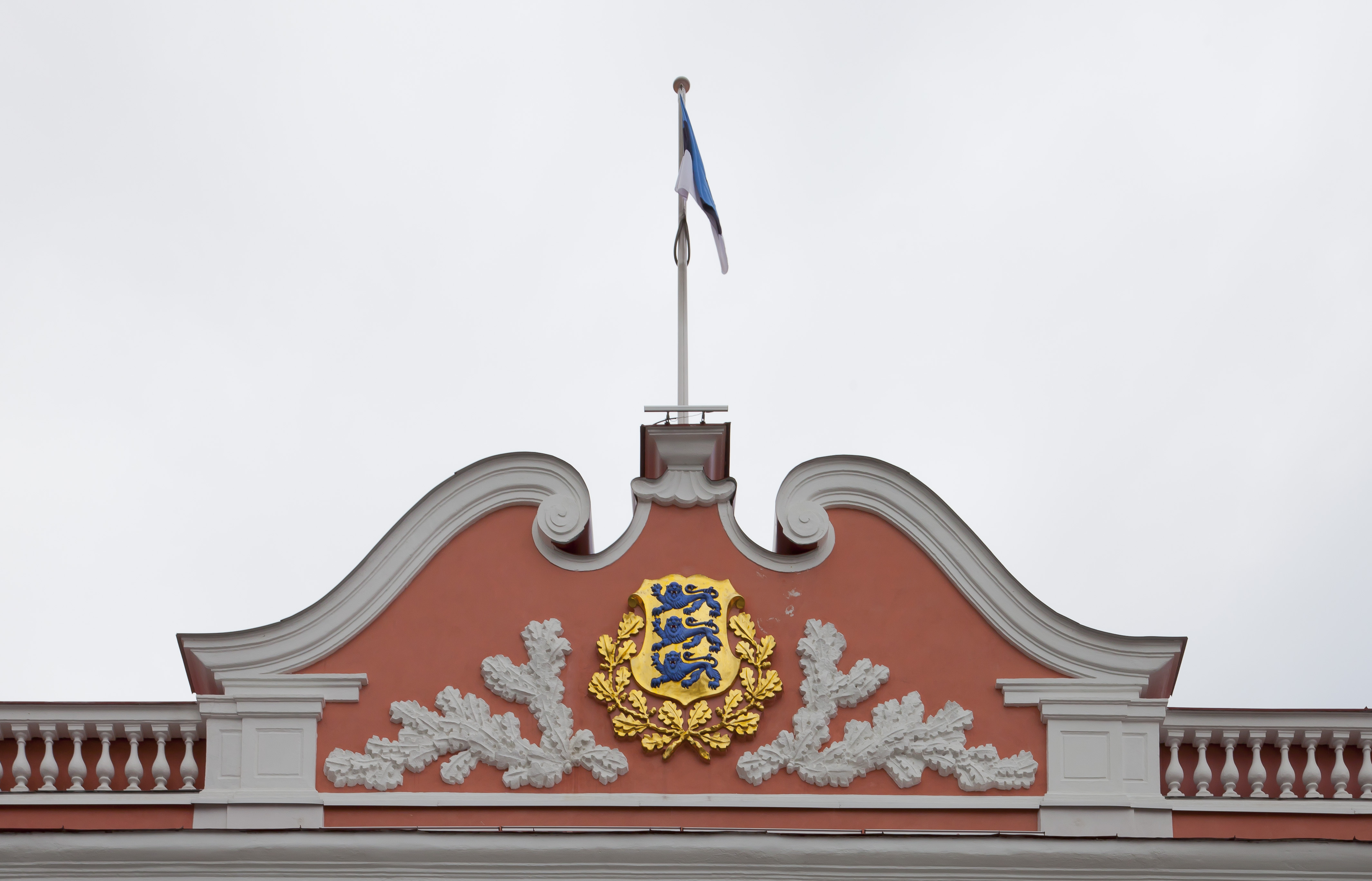
Toompea slott i Tallinn, 2012.
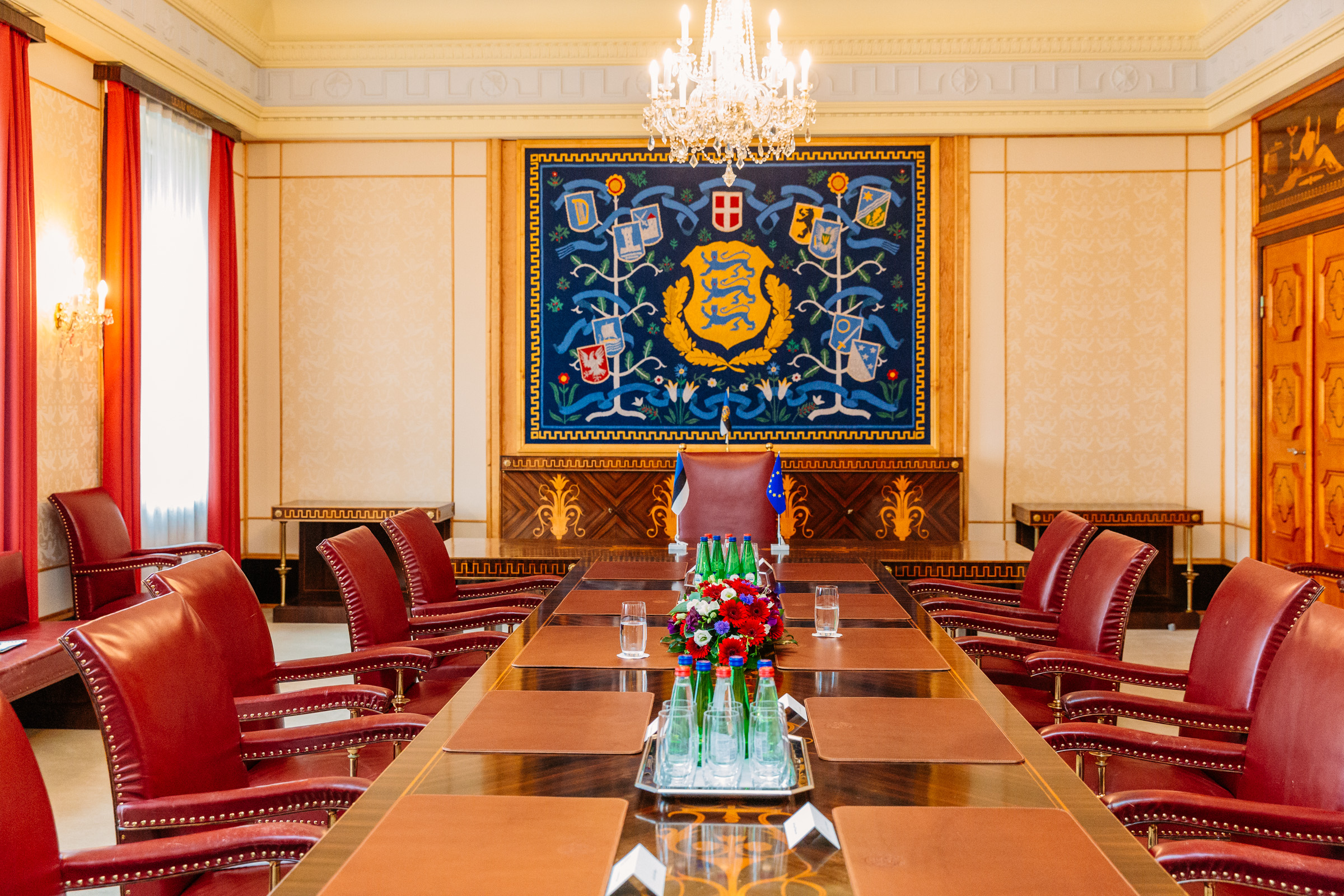
Sammanträde i presidentpalatset 2017.